# Sonia Boyce
Dame Sonia Boyce (Islington, 1962) è un'artista britannica di origine afro-caraibica.
Negli anni ottanta ha fatto parte del British Black Arts Movement, nato in opposizione al conservatorismo e alle politiche governative thatcheriane, e ha esplorato il concetto di storia e identità razziale e di genere con grandi ritratti figurativi, disegni a gessetto, carboncino, pastello e acquerello che evocano la storia coloniale e l'esperienza delle donne nere in Gran Bretagna.
Dagli anni novanta si è concentrata su progetti collaborativi, mescolando disegni, video e audio, testi, fotografia e altri media, per poi rivolgersi maggiormente alla performance contestuale e all'installazione interattiva. Il suo interesse di ricerca si concentra sull'esplorazione dell'arte come pratica sociale, sul modo in cui il significato viene costruito a livello collettivo e spontaneo e sul "rapporto tra suono e memoria, la dinamica dello spazio e l'incorporazione dello spettatore".
Nel 2016 è stata eletta Royal Academician e nel 2019 è stata nominata Ufficiale dell'Ordine dell'Impero Britannico (OBE, Order of the British Empire) per i servizi resi all'arte.
Alla 59ª Biennale d'Arte di Venezia (2022) ha vinto il Leone d'oro come miglior partecipazione nazionale per la sua mostra Feeling Her Way, padiglione della Gran Bretagna, per aver proposto, attraverso un'installazione incentrata sulle performance di cinque musiciste nere "un'altra lettura delle storie attraverso il suono".

## Biografia

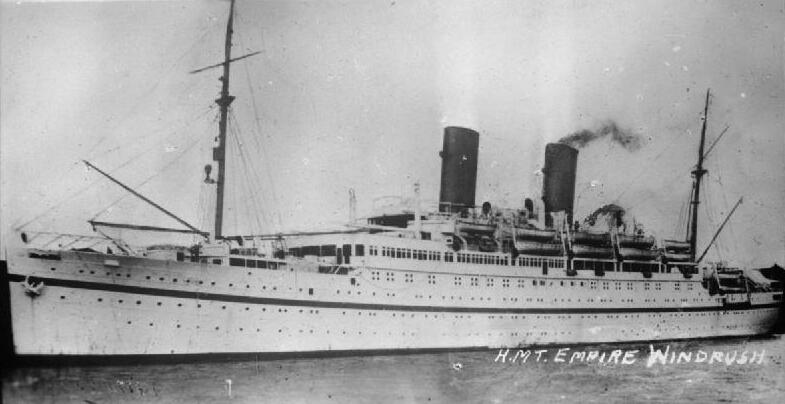
La nave Empire Windrush, dalla quale nel 1948 sbarcarono in Inghilterra 492 immigrati provenienti dalla Giamaica

Sonia Boyce è nata nel 1962 a Islington, Londra, da genitori che facevano parte della generazione Windrush delle Barbados. Il padre arrivò in Gran Bretagna negli anni cinquanta e stava lavorando come proiezionista in un cinema di Camden Town quando incontrò la madre di Boyce, giunta a Londra qualche anno dopo per trovare lavoro come infermiera. Appassionata fin da bambina all'arte del disegno, Sonia Boyce ha frequentato la Eastlea Comprehensive School a Canning Town dal 1973 al 1979. Dal 1979 al 1980 ha completato un corso di base in arte e design presso il Newham College London-East Ham College of Art and Technology e nel 1983 ha conseguito una laurea in Belle Arti presso lo Stourbridge College nel West Midland.
Nel 1982 ha partecipato alla prima conferenza nazionale degli artisti neri, dove ha incontrato la pittrice di origine tanzaniane Lubaina Himid che l'ha introdotta nell'ambiente artistico, invitandola a partecipare alla mostra Five Black Women (1983) all'Africa Centre a Covent Garden, dove ha esposto per la prima volta le sue opere.
Ha insegnato per più di trent'anni in diversi college d'arte in tutto il Regno Unito. Vive e lavora a Londra ed è docente di Black Art e Design presso l'University of the Arts di Londra.

### Anni Ottanta
Secondo Anjalie Dalal-Clayton, la prima formazione artistica di Boyce sarebbe stata influenzata da tre incontri cruciali con il lavoro di altri artisti che avrebbero avuto un forte impatto su lei: le artiste femministe Margaret Harrison, Kate Walker e Monica Ross; gli artisti neri della sua generazione, figli di migranti caraibici arrivati in Gran Bretagna a partire dagli anni trenta del Novecento, associati al BLK Art Group che promuoveva opere basate su una varietà di mezzi, dalla pittura alla scultura all'uso di materiali quotidiani come paglia e giornali, ispirate alle questioni sociali e politiche e alla denuncia dei pregiudizi razziali; il lavoro di Frida Kahlo, in particolare l'uso, da parte dell'artista messicana, della propria immagine per esplorare questioni sia personali sia politiche.

#### Auntie Enid–The Pose(1985), Missionary Position II(1985)e Big Women's Talk(1984)
Segni di questa nuova estetica si incontrano nei primi lavori di Boyce, grandi disegni a gessetto e pastello, opere semi-autobiografiche con forti elementi narrativi, ritratti di sé stessa, familiari e amici, rappresentativi di esperienze e temi sociali.
Nei suoi tre ritratti iconici - Auntie Enid -The Pose (1985), Missionary Position II (1985) e Big Women's Talk (1984) - sono presenti elementi "storicizzati", evocativi degli anni sessanta del Novecento, come l'abito, l'acconciatura, la posa di Auntie Enis; altrettanto distintivi di un periodo sono l'abbigliamento, i disegni geometrici della moquette e della carta da parati presenti nell'autoritratto Boyce Missionary Position II e in Big Women's Talk. Quest'ultimo dipinto raffigura una donna e la giovane figlia, seduta con i gomiti puntati sul suo grembo e con gli occhi persi nel vuoto. La madre, la cui testa sembra tagliata nella parte superiore dell'immagine, sta conversando con qualcuno posto fuori dall'inquadratura. Sonia Boyce ha affermato che questo dipinto contiene diversi temi, il legame tra le donne nel corso delle generazioni, ma anche le relazioni di potere tra madre e figlia.
In Missionary Position II (1985), riferimento diretto a Le due Frida di Kahlo (1939), Boyce riflette sull'intreccio fra religione, ideologia e struttura economica e politica, mettendo in relazione sottomissione razziale e sessuale e passività espressa dai popoli caraibici nei confronti di una cultura e di una religione imposta dai bianchi. Il testo scritto a mano sulla parete dietro alle "due Boyce", tributo alle creazioni miste di Susan Hiller e agli artisti d'avanguardia negli anni '60, rivendica, a detta di Boyce, l'accesso nel mondo dell'arte della "cultura vernacolare."

#### Lay Back Keep Quiet and Think of What Made Britain So Great(1986)
In Lay Back Keep Quiet and Think of What Made Britain So Great (1986), un dipinto in carboncino, pastello e acquarello su carta, Boyce esamina la sua posizione di donna di colore in Gran Bretagna e gli eventi storici in cui si radica quell'esperienza. L'opera, divisa in quattro pannelli, ciascuno dei quali dedicato ad aree geografiche dell'Impero britannico - Africa (Colonia del Capo), India e Australia - evoca il periodo dell'espansionismo militare britannico e, contemporaneamente, la realtà di sottomissione sessuale ai dominatori da parte delle popolazioni indigene, in particolare delle donne che subivano questa aggressione. Nel pannello di destra è dipinta una donna di colore che fissa direttamente lo spettatore - indicata come autoritratto di Boyce - e che rappresenta i Caraibi, fungendo da testimone di questa storia di sopraffazione perpetrata in nome della grandezza dell'Impero. Gli aspetti decorativi dei pannelli richiamano temi dell'arte e del design britannico del XIX secolo e utilizzano stereotipi razzisti.
La prima parte del titolo del quadro, "Rilassati e pensa all'Inghilterra", potrebbe riferirsi al criterio di condotta che le madri vittoriane raccomandavano alle proprie figlie la notte delle nozze, invitandole alla passività e alla sopportazione del sesso coniugale in vista del concepimento di nuovi figli per l'Impero; la seconda parte, al ruolo dei missionari cristiani nel periodo coloniale, alla funzione svolta dalla religione e all'uso dello stupro e della violenza sessuale associati alla schiavitù e all'imperialismo.

#### Talking presence(1988)
Talking Presence (1988), un dipinto-collage, mostra una coppia di colore che dallo spazio di un interno decorato con carta da parati e un paesaggio marino, guarda in disparte la città di Londra, costruita con un collage di immagini simbolo, dai bus rossi a due piani, alla cattedrale di St. Paul e al palazzo di Westminster.

### Le prime mostre
Le prime mostre cui Boyce partecipa nei primi anni ottanta sono Five Black Women (1983) all'Africa Centre a Covent Garden, con le artiste Lubaina Himid, Houria Niati, Veronica Ryan, Claudette Johnson, e Black Women Time Now al Battersea Arts Center (1983-1984). Entrambe le mostre sono state curate da Lubaina Himid, fra i protagonisti del movimento Black Art britannico, e segnano l'esordio sulla scena artistica di una nuova generazione di giovani artiste nere e asiatiche impegnate su questioni sociali, culturali, politiche.
Nel 1985 l'artista prende parte alla mostra The Thin Black Line all'Institute for Contemporary Arts di Londra, punto culminante dell'arte britannica nera del periodo, con opere chiave di 11 artiste nere, tra cui Claudette Johnson, Marlene Smith, Lubaina Himid e la stessa Boyce.
Nello stesso anno Boyce è una dei cinque artisti selezionati per Room at the Top, una mostra collettiva curata da Waldemar Januszczak, svoltasi presso la Nicola Jacobs Gallery di Londra, una delle pochissime, durante gli anni '80, in cui il lavoro di un artista nero venne esposto insieme al lavoro di artisti bianchi. Gli altri artisti inclusi nella mostra erano Gerard de Thame, Mary Mabbutt, Paul Richards e Adrian Wiszniewski.
La sua prima mostra personale, Conversations, viene realizzata nel 1986 alla Black Art Gallery di Londra. Nel 1987 la Tate Modern acquista il suo quadro Missionary Position II: Boyce diventa la prima artista donna nera britannica ad entrare nella collezione.
Nel 1989 alla Hayward Gallery di Londra partecipa con altre quattro artiste alla mostra The Other Story curata dall'artista indiano Rasheed Araeen, con lo scopo non solo di far conoscere il lavoro e la storia di artisti neri-britannici di origine africana, caraibica, asiatica, ma di includerli come parte di una più ampia storia dell'arte, da cui erano stati regolarmente esclusi.

### Dagli anni Novanta
Dalla fine degli anni ottanta il lavoro di Boyce inizia a cambiare materialmente e concettualmente; si allontana da disegni, pastelli e collage e sperimenta tecniche come fotografia digitale, fotomontaggio, performance, uso di elementi audiovisivi, installazioni interattive e forme espressive che in gran parte riflettono le pratiche dell'arte contemporanea degli anni '90.
La sua pratica diventa sempre più basata sul lavoro collaborativo e su situazioni partecipative e spontanee, da lei chiamate "collaborazioni improvvisate". Boyce si concentra su opere di espressione collettiva, rendendo il pubblico parte integrante del processo creativo. Ne è un esempio la mostra Do You Want to Touch allestita nel 1993 a 181 Gallery di Londra, una raccolta di trenta tipi di extension di capelli, alcuni forniti da parrucchieri afro-caraibici, altri sintetici; alcuni appesi come quadri sui muri, altri posti su piedistalli come sculture antiche. I visitatori sono invitati e impegnarsi a livello tattile, e a provare parrucche afro.

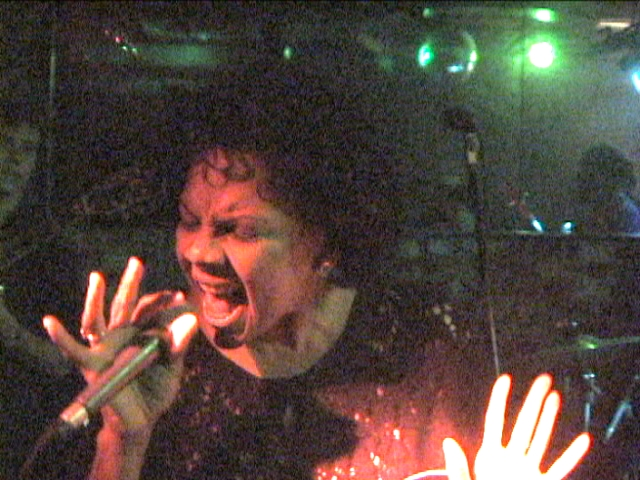
Susan Cadogan, cantante giamaicana di successo negli anni settanta

Nel 1994 l'installazione realizzata nell'ambito di una mostra collettiva Wish You Were Here con il gruppo di artisti BANK, consiste in una carta da parati con immagini ripetute a grandezza naturale di mani che applaudono, progettata come sfondo per un gruppo di spazi abitativi. Una successiva carta da parati, Lovers Rock, ispirata alla musica popolare, esplora l'interazione del corpo con gli spazi di vita quotidiana. La carta, a sfondo bianco, riporta il testo di una canzone di successo degli anni settanta della cantante reggae giamaicana Susan Cadogan, Hurt so Good (1975), e intende evocare le feste che si organizzavano nelle case in quel periodo, durante le quali lo strofinamento sui muri dei corpi delle coppie, sull'onda di quella musica sensuale, lasciava il segno sulla carta da parati, metafora "del loro impegno fisico ed emotivo con il luogo e la musica, e dell'intensità dell'amore stesso, sensuale ma a volte doloroso".
Nel 1999 Boyce partecipa al progetto Motherlode, in associazione con FACT (Foundation for Art & Creative Technology), promuovendo la creazione di un'opera d'arte collaborativa con un ente di beneficenza, le Liverpool Black Sisters, sul tema della memoria e della musica. Da questa esperienza nasce The Devotional Series, una mappa delle cantanti britanniche nere, compilata sulla base dei ricordi e delle preferenze delle donne partecipanti al progetto, tradottasi poi in una mostra dedicata alle artiste e alle loro storie, con raccolta di dischi, audio, collage, cartelloni, una sorta di memoria alternativa, fino a prima sepolta nell'oblio, della cultura musicale femminile del XIX e XX secolo tra Caraibi, Gran Bretagna, America e Africa.
Il progetto artistico avrà seguito in altre installazioni, fra cui la mostra Devotional del 2007, realizzata alla National Portrait Gallery, con disegni e fotografie di 18 cantanti nere e l'iscrizione sui muri del museo di 180 nomi di musiciste, disegnati a mano nel corso di due settimane, e nella realizzazione della terza serie di carta da parati, The Devotional Wallpaper, ideata dall'artista nel 2008, in cui sono riportati 200 nomi di musiciste nere, un elenco iniziato nel 1999 e progressivamente aumentato di numero grazie al contributo diretto del pubblico, in omaggio alla grande tradizione musicale della diaspora africana.
Nel 2015 Boyce partecipa per la prima volta alla Biennale di Venezia, con una videoinstallazione, Exquisite Cacophony, nella quale riproduce una performance multivocale dal vivo.
Nel 2018 la Manchester Art Gallery presenta la sua prima mostra retrospettiva, incentrata sul suo lavoro dalla metà degli anni novanta al 2018, mostrando il passaggio dell'artista dal disegno e dal collage che esplorava la sua posizione di donna britannica nera, ad un'“estetica relazionale”, a un metodo di lavoro fondato sull'improvvisazione e la collaborazione.
Nello stesso anno è protagonista di un film documentario della BBC Four Whoever Heard of a Black Artist? Britain’s Hidden Art History, in cui viene ripresa mentre viaggia per il Regno Unito seguendo, con filmati d'archivio, la storia degli artisti di origine africana e asiatica che hanno avuto un ruolo nella storia dell'arte britannica, le cui opere sono state dimenticate, omesse, negli archivi e nei depositi dei musei.
Nel 2022 è stata premiata con il Leone d'oro alla 59ª Biennale d'Arte di Venezia (2022) come miglior partecipazione nazionale per la sua mostra Feeling Her Way, un'installazione incentrata sulle performance di cinque musiciste di colore.

## Premi e riconoscimenti
Nel 2007 Boyce ha ricevuto un MBE nella Queen's Birthday Honours List 2007 per i servizi resi all'arte.
Il 9 marzo 2016 è stata eletta membro della Royal Academy of Arts, un'istituzione culturale, con sede a Londra, fondata nel 1768 da Giorgio III per promuovere le arti attraverso l'istruzione e le esposizioni.
Nel 2019 è stata nominata Ufficiale dell'Ordine dell'Impero Britannico (OBE) nel New Year Honours 2019 per i servizi resi all'arte.
Nel febbraio 2020, prima donna di colore, è stata selezionata dal British Council per rappresentare il Regno Unito alla 59ª Biennale di Venezia.
Nel 2022, alla 59ª Biennale di Venezia, la sua opera Feeling Her Way è stata premiata con il Leone d'Oro.

## Controversie

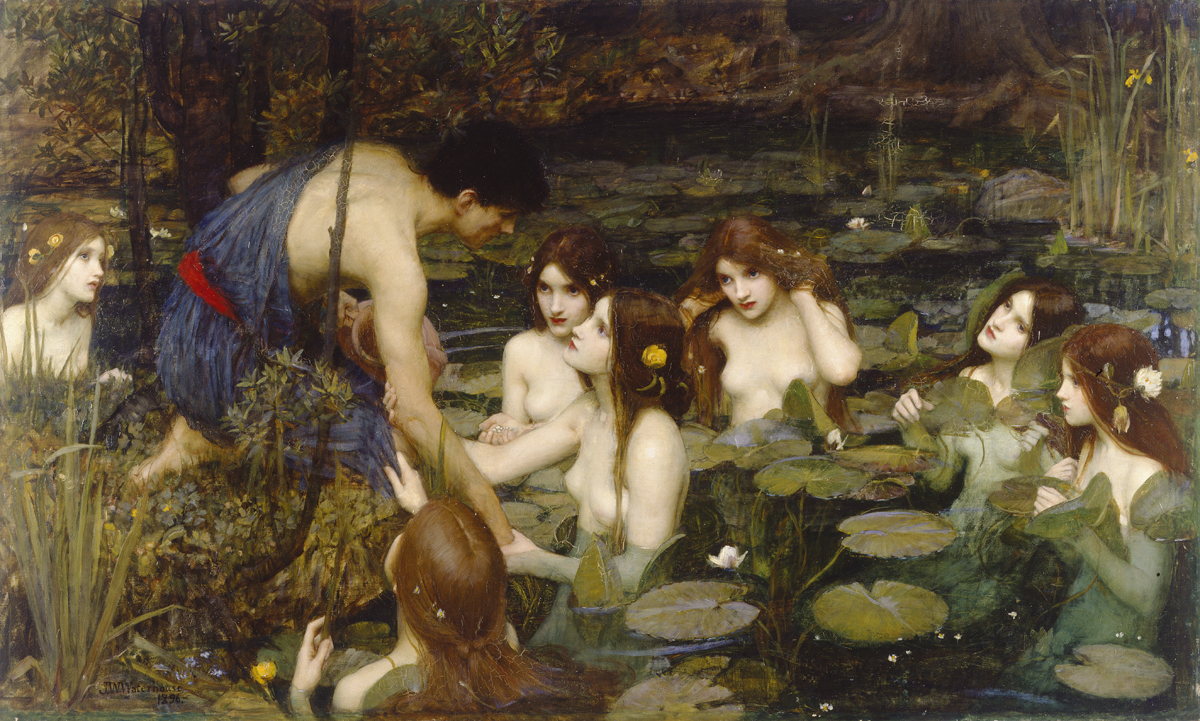
John William Waterhouse, Hylas and the Nymphs (1896)

Nel 2018, nell'ambito di una mostra retrospettiva alla Manchester Art Gallery, Boyce è stata invitata dai curatori a realizzare una nuova opera, in dialogo con le collezioni permanenti del XVIII e XIX secolo presenti nel museo.
Una parte dell'evento organizzato dall'artista ha incluso la rimozione temporanea del quadro di John William Waterhouse Ila e le ninfe dalla galleria, sostituito da post-it in cui i visitatori sono stati invitati a rispondere ad alcune domande, esprimendo le loro opinioni. La rimozione del dipinto ha provocato un immediato sdegno e vivaci polemiche da parte di critici d'arte, studiosi, giornalisti, utenti dei social, che hanno denunciato l'atto come una forma gratuita e dannosa di censura.
Boyce ha ribadito nella sua replica che il suo intento non voleva essere eliminare quell'opera, ma attirare l'attenzione e rendere oggetto di discussione le modalità con cui i musei decidono cosa tenere nei loro depositi, cosa far vedere ai visitatori, in quale contesto, con quale interpretazione: il museo può essere "un luogo in cui esplorare nuovi significati e creare nuove relazioni tra le persone e l'arte", ha affermato. L'artista ha aggiunto che quella rimozione faceva parte di un evento di performance art, nel quale i visitatori erano incoraggiati a prendere parte attiva; che era stata preceduta da una serie di conversazioni di gruppo con gli operatori del museo (programmatori di eventi, volontari, addetti alla sorveglianza, ecc.) su questioni riguardanti genere, razza e sessualità, e da una performance di cinque artisti, fra cui un collettivo drag, che avevano proposto una lettura non binaria delle opere d'arte esposte nelle sale: "ciò che è bello per alcune persone può sembrare ad altri rappresentare un sistema problematico e peggiorativo", ha concluso, affermando che possono esistere "altre narrazioni oltre al soggetto femminile come sirena mortale (la femme fatale) o come oggetto sottomesso da guardare".

## Mostre personali
- 1986 – Conversations, Black Art Gallery, Londra
- 1986 – Sonia Boyce. Air Gallery, Londra
- 1988 – Sonia Boyce. Recent Work, Whitechapel Art Gallery, Londra
- 1991 – Something Else, Vanessa Devereux Gallery, Londra
- 1993 – Do You Want To Touch? 181 Gallery, Londra
- 1995 – PEEP, Brighton Museum
- 1995 – Sonia Boyce: Performance, Cornerhouse, Manchester
- 2001 – Recent Sonia Boyce: La, La, La, Douglas F Cooley Memorial Art Gallery, Reed College, Portland, Oregon
- 2004 – Mm,  Droit House, Turner Contemporary Margate
- 2004 – Sonia Boyce: New and Recent Works, The Agency, Londra[50]
- 2007 – For you, only you (performance with Alamire, David Skinner and Mikhail Karikis), Magdalen College Chapel, University of Oxford
- 2007 – Devotional, National Portrait Gallery, Londra
- 2007 – Crop Over, Harewood House, Leeds e Barbados Museum & Historical Society
- 2009 – Like Love: Part One, Spike Island, Bristol
- 2010 – Like Love: Part Two, Bluecoat Gallery, Liverpool
- 2010 – Like Love: Part Three, The Potteries Museum & Art Gallery, Stoke on Trent
- 2010 – Oh Adelaide: a collaboration with Ain Bailey, Wimbledon Space, University of the Arts, Londra
- 2011 – Crop Over, John Hope Franklin Humanities Institute, Duke University, Durham
- 2013 – Scat – Sound and Collaboration, Iniva, Rivington Place, Londra[51]
- 2016 – Paper Tiger Whisky Soap Theatre (Dada Nice), Villa Arson, Nizza
- 2017 – Sonia Boyce: We move in her way, ICA Londra
- 2018 – Sonia Boyce, Manchester Art Gallery
- 2020 – In the Castle of My Skin, Eastside Projects Birmingham
- 2021 – A Brighter Sun: Caribbean-British Art 1950s - Now, Tate, Londra, Tempelhof, Berlino; Parigi
- 2022 – Feeling Her Way, Padiglione della Gran Bretagna, Leone d'oro ala 59ª Biennale Arte di Venezia